# 宋仪侨
宋仪侨（？—），男，中华人民共和国政治人物，曾任中共上海市委常委、秘书长兼办公厅主任，上海市政协副主席。